# Color monocromático
Los colores monocromáticos son todos los colores  (tonalidades) de un solo matiz o tono. 

Ejemplo de un esquema de color monocromático

Los esquemas de color monocromáticos se derivan de un solo color base que es extendida mediante el uso de tonalidades claras y oscuras del mismo color. Las tonalidades claras (tints en inglés) se consiguen añadiendo blanco y las tonalidades oscuras se consigue (shades y tones en inglés) añadiendo negro.
Los esquemas de color monocromáticos proporcionan oportunidades en el arte y las comunicaciones visuales  ya que permiten un mayor rango de contraste de tonos que puede ser usado para atraer la moral, crear enfoque y ayudar a la legibilidad.
El uso del color monocromático proporciona una fuerte sensación de cohesión visual y puede ayudar al objetivo de la comunicación a través del uso de las connotaciones del color. La ausencia relativa de contrastes de tono puede ser compensada mediante variaciones en tono y la adición de texturas.
Monocromático significa, según la ciencia, constar de una sola longitud de onda de luz u otra radiación (los láseres, por ejemplo, normalmente producen luz monocromática), o tener o aparentar tener solo un color (en contraposición a policromático). Eso quiere decir que según la ciencia las imágenes monocromáticas ciertas solo pueden ser creadas estrictamente de sombras de un color que se acerca al negro.